# Länsväg T 690

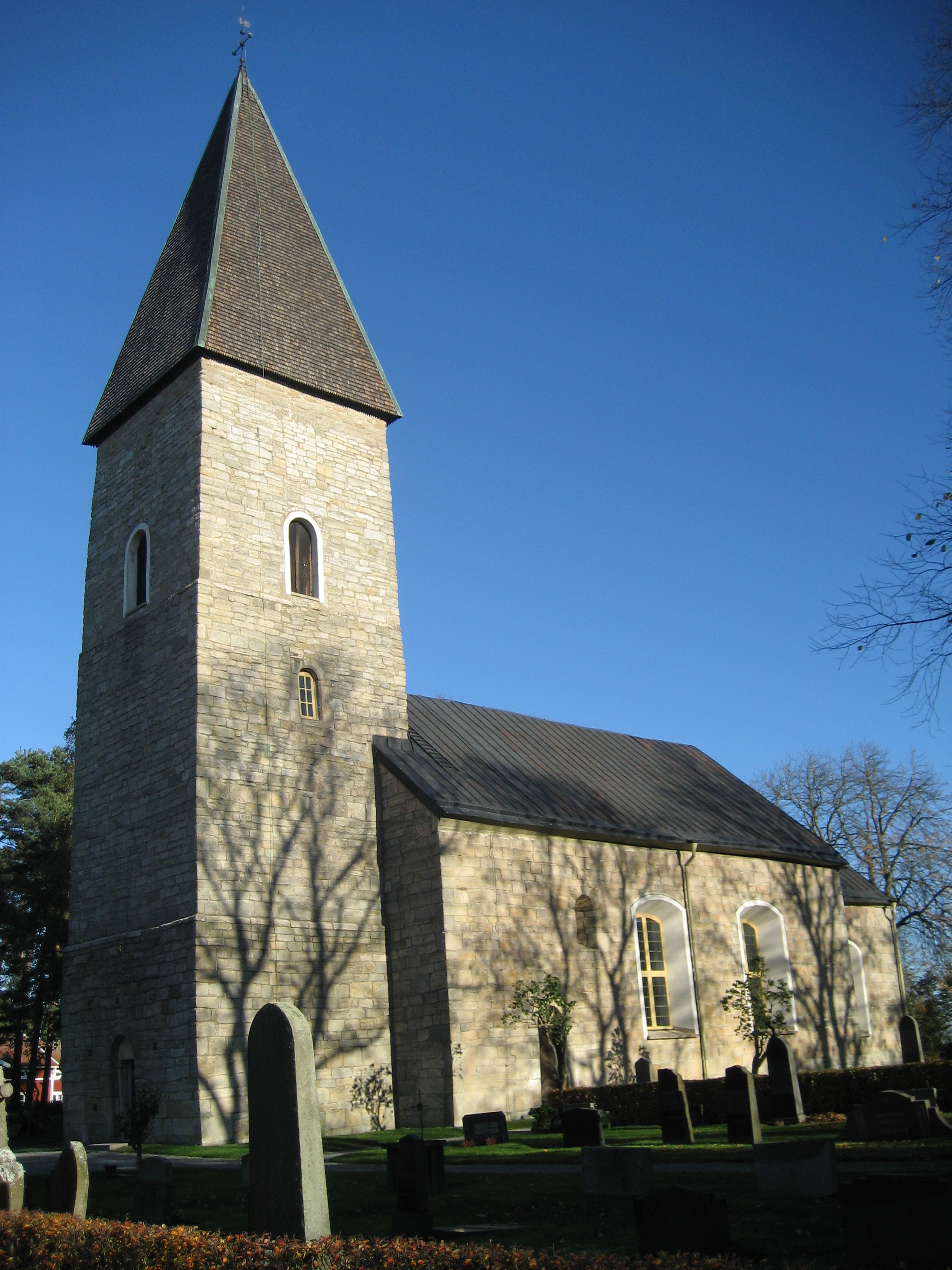
Mosjö kyrka åt söder, så som den kan se ut för resande norrut på länsväg 690.

Länsväg T 690 (Mosåsvägen) är en så kallad övrig länsväg (vägnumret är inte skyltat) mellan Örebro och Kumla i Närke.
Vägen går genom Adolfsberg i södra Örebro, förbi Marieberg med travbana och Mariebergs köpcentrum och genom Mosås med Mosjö kyrka. Söder om Mosås går vägen en bit precis bredvid järnvägen mellan Örebro och Kumla.

## Historia
Länsväg T 690 var tidigare Europaväg (E3, nuvarande E 20), innan motorväg byggdes söderut från Örebro på 1970-talet. Vägen går parallellt med E20, öster om motorvägen. Innan E3 blev Europaväg hette den 1945-1962 riksväg 6.

## Hastighetsbegränsningar
- 50 km/h i Adolfsberg
- 70 km/h från Adolfsberg, förbi Marieberg till Mosås
- 50 km/h genom Mosås
- 70 km/h från Mosås till Kumla

## Anslutande vägar
I södra Adolfsberg ansluter vägen Glomman (del av länsväg T 675) vid en cirkulationsplats och går vidare österut mot Almbro.
Vid Adolfsbergs södra gräns ansluter en utlöpare från E18 (Karlskogavägen). E18 västerut går mot Oslo och Karlskoga. Strax väster om länsväg 690 vid Trafikplats Adolfsberg går E18 samman med E20 för resande mot Stockholm.
Vid Mariebergs köpcentrum ansluter länsväg T 541 vid en planskild korsning. Det är en kort väg mellan länsväg T 690 och trafikplats Marieberg vid E20.
I norra Mosås går länsväg T 540 västerut från länsväg T 690 och går över E20 på en bro utan korsning med motorvägen.

## Alternativa namn
Vägens officiella namn i Örebro kommun är Mosåsvägen från cirkulationsplatsen vid Brunnsparken i Adolfsberg fram till en planskild korsning med avfart mot villaområdet Marieberg, långt innan vägen når Mosås. Söder därom i Örebro kommun heter vägen Kumlavägen. Många örebroare använder namnet Mosåsvägen för vägens hela sträckning.